# Barbara Schock-Werner
Barbara Schock-Werner, verwitwete Löcher (* 23. Juli 1947 in Ludwigsburg), ist eine deutsche Architektin, Kunsthistorikerin, Denkmalpflegerin und Hochschullehrerin. Von 1999 bis 2012 amtierte sie als Dombaumeisterin des Kölner Doms.

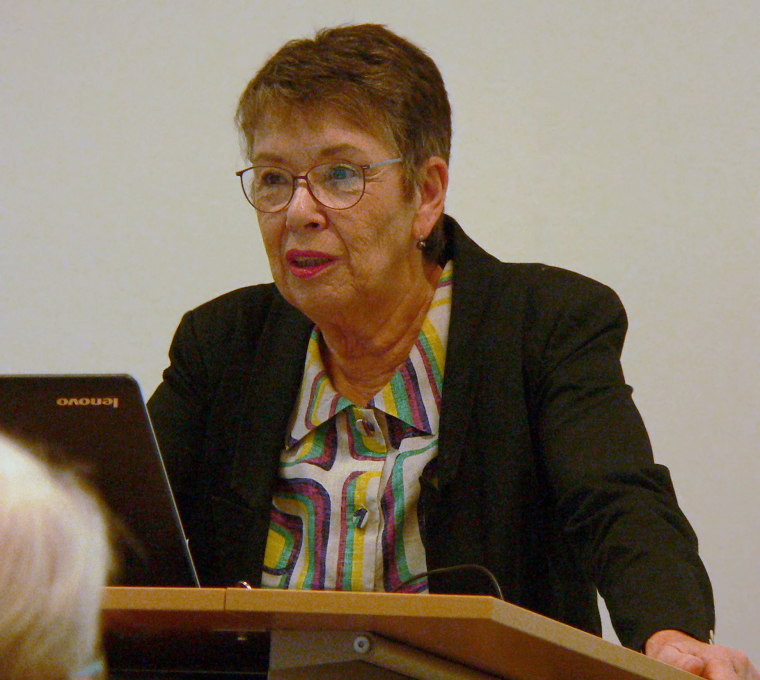
Barbara Schock-Werner, 2018

## Werdegang
Schock-Werner besuchte 1953 bis 1957 die Volksschule in Bad Cannstatt und absolvierte nach der Mittleren Reife an der Mädchenmittelschule zunächst eine Lehre als Bauzeichnerin sowie ein Zimmermanns- und ein Maurer-Praktikum. Ab 1967 studierte sie an der Staatlichen Ingenieurschule für das Bauwesen in Stuttgart Architektur. Während ihres Praktikums am Institut für leichte Flächentragwerke der Universität Stuttgart im Jahr 1969 war dieses unter Leitung von Frei Otto mit der Planung des neuen Olympiastadions München befasst.
Nach dem Studienabschluss 1971 arbeitete Schock-Werner in einem Architektenbüro mit Schwerpunkt Denkmalschutz. Parallel studierte sie Kunstgeschichte und Geschichte an der Universität Stuttgart und Wien sowie abschließend seit 1975 an der Universität Bonn. Während eines neunmonatigen Studienaufenthaltes im Elsass forschte sie zum Straßburger Münster; 1979 folgt die Eheschließung mit dem Kunsthistoriker Kurt Löcher (* 5. Oktober 1932, † 21. Dezember 2018, Direktor am Germanischen Nationalmuseum Nürnberg) und kurz darauf die Geburt zweier Kinder.
1981 wurde Schock-Werner im Fach Kunstgeschichte promoviert, ihre Dissertation trägt den Titel „Das Straßburger Münster im 15. Jahrhundert. Stilistische Entwicklung und Hüttenorganisation eines Bürger-Doms“. Seit 1982 lehrte Schock-Werner an der Akademie der Bildenden Künste Nürnberg als Dozentin die Fächer Kunst-, Architektur- und Designgeschichte, 1989 ernannte sie das Bayerische Staatsministerium für Wissenschaft, Forschung und Kunst zur Honorarprofessorin. Parallel hielt sie 1985 bis 1991 Vorlesungen über Architektur an der Fachhochschule für Technik in Stuttgart.
Seit 1989 ist Schock-Werner Mitglied der Deutschen Burgenvereinigung. Von 1995 bis 2013 war sie deren Vizepräsidentin, von 2013 bis 2019 Präsidentin, seit 2019 Ehrenpräsidentin. Von 1992 bis 2004 war Schock-Werner Vorsitzende des Wissenschaftlichen Beirats der Deutschen Burgenvereinigung. Bis September 2013 war sie Vorsitzende des Dombaumeister e. V., der Europäischen Vereinigung der Dombaumeister, Münsterbaumeister und Hüttenmeister.
Von 1992 bis 1996 hatte Schock-Werner eine Professur an der Universität Erlangen-Nürnberg inne. In der Abschlussphase ihrer Habilitationsschrift mit dem Titel „Die Bauten im Fürstbistum Würzburg unter Julius Echter von Mespelbrunn 1573–1617, Struktur, Organisation, Finanzierung und künstlerische Bewertung“ erhielt sie 1998 die Berufung in das Amt des Kölner Dombaumeisters, das sie am 1. Januar 1999 antrat.
Als Leiterin der Kölner Dombauverwaltung und der Dombauhütte verwaltete sie den Gesamtetat von sechs bis sieben Millionen Euro jährlich und war Vorgesetzte von rund 60 Mitarbeitern. Als Dombaumeisterin war Schock-Werner außerdem geborenes Mitglied des Zentral-Dombau-Vereins zu Köln. Unter ihrer Ägide wurde 2007 das von Gerhard Richter entworfene Richter-Fenster im Südquerhaus des Kölner Doms eingebaut, nachdem Schock-Werner den Künstler um einen Entwurf für die Neuverglasung des 113 m² großen Fensters gebeten hatte.
Barbara Schock-Werner trat am 31. August 2012 in den Ruhestand. Als ihr Nachfolger wurde Michael Hauck, vorher Dombaumeister in Passau, ausgewählt, der dieses Amt am 1. September 2012 übernahm und bereits ab 1. April 2012 ihr Stellvertreter gewesen war. Michael Hauck war auch ihr Amtsnachfolger als Präsident der Europäischen Vereinigung der Dombaumeister e. V.
Seit 23. November 2012 war Schock-Werner 1. Vorsitzende des Regionalverbands Köln im Rheinischen Verein Für Denkmalpflege und Landschaftsschutz und ist seit 12. November 2021 dessen Ehrenvorsitzende. Am 28. April 2013 wurde sie in Nachfolge von Alexander zu Sayn-Wittgenstein-Sayn zur Präsidentin der Deutschen Burgenvereinigung gewählt. Am 17. Dezember 2013 wurde Schock-Werner auf Vorschlag der SPD-Ratsfraktion im Kölner Stadtrat als sachkundige Einwohnerin in den Stadtentwicklungsausschuss berufen. Schock-Werner gehört ferner dem Beirat der Kölner Irene und Sigurd Greven Stiftung an.
Nach dem Großbrand in der Kathedrale Notre-Dame de Paris am 15. April 2019 wurde Schock-Werner am 18. April 2019 von Kulturstaatsministerin Monika Grütters zur Koordinatorin der zahlreichen angebotenen Hilfen aus Deutschland berufen.
Seit Oktober 2017 ist Schock-Werner Vize-Präsidentin der NRW-Stiftung.
Sie ist Vorsitzende des 2024 gegründeten Fördervereins Frauen-Media-Turm in Köln, der sich für die Sicherung des Archivs zur Geschichte der Frauenbewegung und Emanzipation im deutschsprachigen Raum engagiert.
Im Juli 2024 hat Schock-Werner ihr Interesse an der vakanten Stelle der Präsidentschaft beim Zentral-Dombau-Vereins zu Köln (ZDV) bekundet (Nachfolge Michael Kreuzberg). Mit der Wahl in den Gesamtvorstand am 12. Oktober 2024 wurde Schock-Werner für vier Jahre zur Präsidentin des Zentral-Dombau-Vereins zu Köln gewählt – als erste Frau in der Geschichte des ZDV.
Schock-Werner veröffentlicht zusammen mit Joachim Frank in loser Folge die Kolumnen Köln auf den Punkt und Geheimnis Dom im Kölner Stadt-Anzeiger. Zusammenstellungen sind auch in Buchform erschienen.

## Publikationen (Auswahl)
- Kölner Dom Bildführer mit Schatzkammer. Rahmel-Verlag in Zusammenarbeit mit dem Verlag Kölner Dom, Köln 2018, ISBN 978-3-939592-54-9.
- Die Bauten im Fürstbistum Würzburg unter Julius Echter von Mespelbrunn 1573–1617. Struktur, Organisation, Finanzierung und künstlerische Bewertung. Schnell und Steiner, Regensburg 2005, ISBN 978-3-7954-1623-2.
- Die Burg Kaiser Karls IV. in Lauf: Residenz eines geplanten neuen Territoriums? in: Bohemia Band 39 Nr. 2 (1998), S. 19–24 (Online).
- mit Mario Kramp (Hrsg.) und Michael Euler-Schmidt: Der kolossale Geselle. Ansichten des Kölner Doms vor 1842 aus dem Bestand des Kölnischen Stadtmuseums. Greven Verlag Köln 2011, ISBN 978-3-7743-0475-8.
- mit Dominik Lengyel und Catherine Toulouse: Die Bauphasen des Kölner Domes und seiner Vorgängerbauten = Cologne Cathedral and preceding buildings. Verlag Kölner Dom 2011, ISBN 978-3-922442-68-4.
- mit Joachim Frank: Köln auf den Punkt, mit der Dombaumeisterin a. D. durch die Stadt. DuMont, Köln 2015, ISBN 978-3-8321-9793-3.
- Burgen der Kölner Erzbischöfe. Greven Verlag Köln 2017, ISBN 978-3-7743-0679-0.
- Linienführung. Die Kölner U-Bahn-Stationen. Fotos von Maurice Cox. Greven, Köln 2018, ISBN 978-3-7743-0690-5
- mit Joachim Frank: Köln auf den Punkt 2. Mit der Dombaumeisterin a.D. durch die Stadt. Fotos von Csaba Peter Rakoczy, mit einem Vorwort von Alice Schwarzer. DuMont, Köln 2019, ISBN 978-3-8321-6477-5.
- mit Joachim Frank: Dom-Geschichten. Mit der Dombaumeisterin a.D. durch die Kölner Kathedrale. DuMont, Köln 2020, ISBN 978-3-8321-6522-2.
- mit Fotografien von Nina Gschlößl: Mein Melaten. Greven, Köln 2022, ISBN 978-3-7743-0943-2.
- mit Peter Füssenich: Der Dom. Die Kölner Kathedrale in der Fotografie seit 1850. Greven, Köln 2022, ISBN 978-3-7743-0950-0.
- mit Armin Laschet: Zurück im Herzen Europas. Notre-Dame de Paris und die deutsch-französische Freundschaft (deutsch/französisch). Greven, Köln 2024, ISBN 978-3-7743-0976-0.
- mit Florian Monheim (Fotografien), Herausgegeben vom Freundeskreis Abtei Brauweiler e. V. und Landschaftsverband Rheinland: Abtei Brauweiler. Greven, Köln 2024, ISBN 978-3-7743-0900-5.
- mit Florian Monheim (Fotos): Die schönsten Kathedralen am Rhein. Greven, Köln 2025, ISBN 978-3-7743-0991-3 (auch englischsprachig: The Rhine’s Most Stunning Cathedrals, ISBN 978-3-7743-0992-0).

## Auszeichnungen
- 2011: Verdienstorden des Landes Nordrhein-Westfalen
- 2012: Mercurius-Preis von KölnTourismus und Kölner Verkehrsverein[11]
- 2018: Meisterpreis der Kreishandwerkerschaft Köln
- 2019: Deutscher Preis für Denkmalschutz – Journalistenpreis für die Kolumnenserie Auf den Punkt im Kölner Stadt-Anzeiger, mit Co-Autor Joachim Frank[12][13]
- 2020: Ehrenring des Rheinlandes für ihr vielfältiges Engagement in Kultur und Denkmalschutz[14]
- 2025: Kultur-Award des Frauennetzwerks Féminin Pluriel[15]